# Jaroslav Řezáč
Jaroslav Řezáč, češki hokejist, * 6. februar 1886, Jičín, Hradec Králové, Češka, † 29. maj 1974, Praga, Češka.
Řezáč je bil hokejist klubov ČSS Praga in Slavija Praga v češkoslovaški ligi, za češkoslovaško reprezentanco pa je igral na enih olimpijskih igrah in treh evropskih prvenstvih, kjer je bil dobitnik dveh zlatih in ene bronaste medalje. 
Leta 2010 je bil sprejet v Češki hokejski hram slavnih.